# Banda sinaloense
La banda sinaloense, también conocida como tambora, o  música de viento sinaloense, es un género de la música regional mexicana y un tipo de conjunto en el que se interpretan instrumentos de viento (principalmente metales) y de percusión que fue culturalmente establecido a finales del siglo XIX en el estado de Sinaloa y posteriormente en el resto de la región del Pacífico mexicano. Este género musical con remanentes organológicos al estilo de la fanfarria y la banda militar del siglo XIX, interpreta un repertorio variado en las formas musicales en el que predominan sones mexicanos, rancheras, corridos, narcocorridos, baladas, cumbias, boleros, polkas, valses, mazurkas, marchas, pasodobles, swing, todo ello adaptado a la sensibilidad de los habitantes de esta región. Se diferencia de las otras agrupaciones de música regional mexicana por su organología característica y el número de integrantes; aspectos que se conservan según los registros históricos y los elementos culturales de la zona.

## Historia

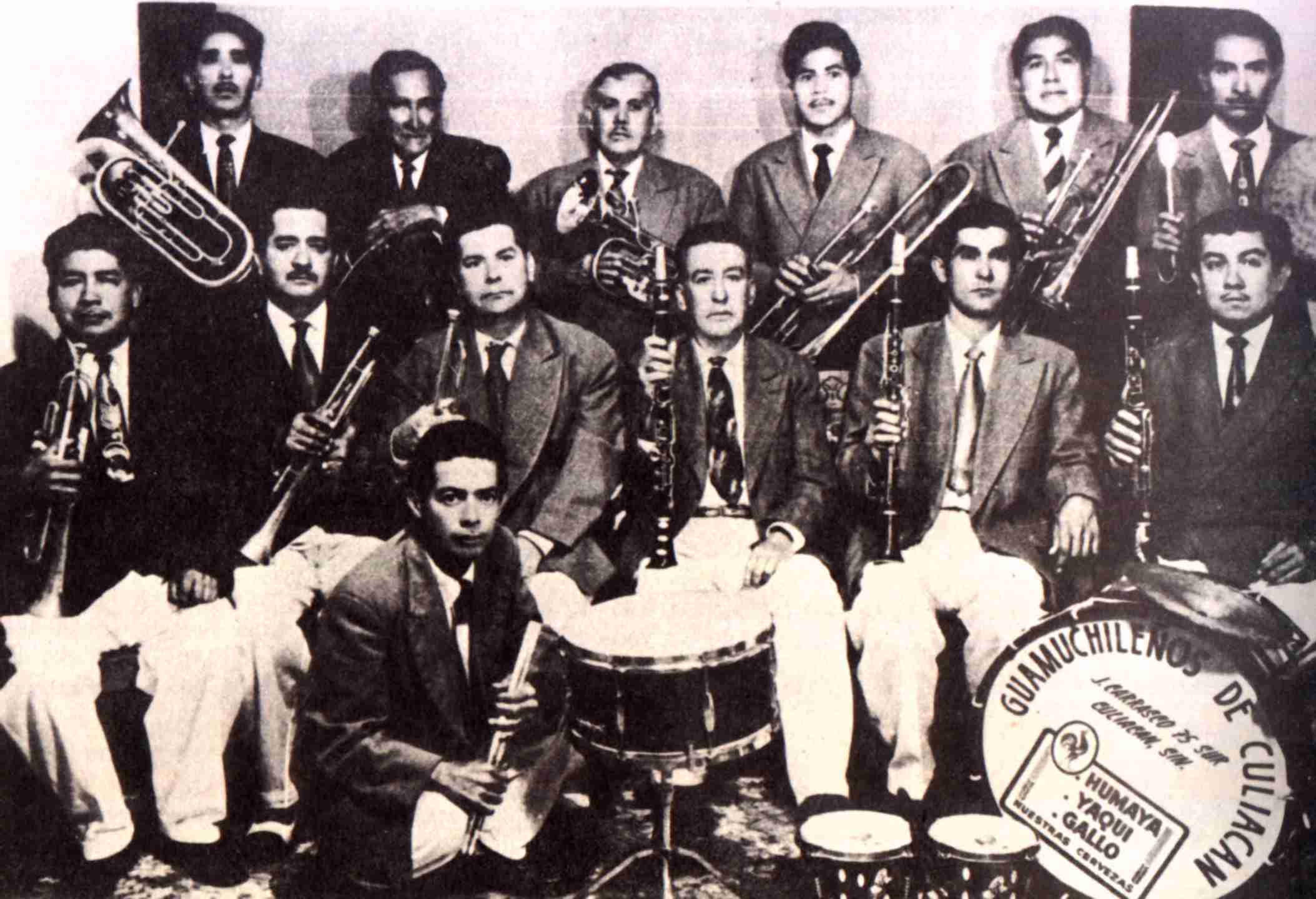
Los Guamuchileños de Culiacán, primera banda en grabar un disco de música sinaloense, que posteriormente logró reconocimiento internacional. Fotografía tomada en 1950.

Surgiendo desde los antecedentes como Banda Militar la Banda Sinaloense fue tomando forma con las influencias extranjeras y los cambios sociales que convergieron en Sinaloa en la segunda mitad del siglo XIX. Su estilo se nutrió principalmente de la marcha y la música de brass band (bandas de metales) se fusionó con las tradiciones locales. 
La primera banda sinaloense registrada y establecida en una ciudad fueron Banda Los Tacuichamona en 1888. Estaba banda fue formada por la dinastía Álvarez que compartió mercado con Banda Los Sirolas de la dinastía Castro también de Culiacán.
Desde el desarrollo de los primeros instrumentos de aliento con pistones por Adolph Sax a la llegada y comercialización en tierras mexicanas pasaron algunas décadas para fijar el estándar organológico. Las influencias de música caribeña (latina) y española también jugaron un papel importante contribuyendo a la integración de instrumentos como lo son: El güiro, los timbales metálicos 'latinos', congas y demás instrumentos musicales de viento que pasarían de las orquestas a la banda sinaloense completando su riqueza organológica. Así fueron existiendo muchas Bandas Sinaloenses hasta que se logró la grabación del primer material de Banda Sinaloense realizada por Los Guamuchileños de Culiacán en 1952 y posteriormente por Banda El Recodo 1954.

## Instrumentación
El ensamble se caracteriza en la actualidades por la presencia de instrumentos de viento; la tuba sousafón que es un instrumento modificado morfológicamente en Norteamérica aunque en la actualidad se utiliza dicho instrumento, los registros fotográficos constatan que desde su origen hasta mediados del siglo XX se empleaba la tuba clásica, llamada tuba de pecho, apoyadas con instrumentos de percusión (como el membranófono denominado tambora -de donde viene el nombre popular del ensamble-)
La instrumentación básica de la banda sinaloense está formada por:
- Sousafón (diseñada por el estadounidense John Philip Sousa) o también se puede usar tuba "de pecho" en Si♭.
- Uno o dos saxores altos, denominado popularmente charcheta o cococha. Generalmente el mismo ejecutante del saxor alto utiliza idiófonos para el acompañamiento rítmico.
- Tres clarinetes en Si♭.
- Tres trompetas en Si♭.
- Trombón tenor de pistones o válvulas afinado en la escala de do. Al principio solo se utilizaban dos de cada ejemplar para su uso práctico, sin embargo, se aumentó a 3 para hacer la armonía de las voces más completa.
- Tambora mexicana de 18 a 22 pulgadas de diámetro, hecho de madera de guásima con cuero de chivo y se le anexan, dos platillos de 14 a 16 pulgadas, usados por un mismo ejecutante. (En la actualidad los membranófonos son adaptados a materiales modernos como el metal).
- Tarola, un tambor militar redoblante. (En su versión moderna se utiliza una caja/tambor también hecho con materiales modernos).

En la actualidad la instrumentación correspondiente a los idiófonos y en las percusiones se deja a discreción del ejecutante.
- Congas, bongós y güiro para las canciones con ritmos tropicales; cumbias, boleros, charangas, salsas, mambos, danzones, y chachachás.
- Timbales - de origen cubano; en un principio se usaban redoblantes y toms.[8] También para canciones con ritmos tropicales.